# 소신신
소신신(召信臣, ? ~ ?)은 전한 후기의 학자이자 관료로, 자는 옹경(翁卿)이며, 구강군 수춘현(壽春縣) 사람이다.

## 생애
낭(郞)이 되었고, 이후 곡양장(穀陽長)으로 보임되었다. 다시 고제(高第)로 천거되어 상채장(上蔡長)이 되었고, 백성을 다스리기를 자식과 같이 하였기 때문에 그 공적으로 영릉태수가 되었으나 병으로 사임하였다. 다시 간대부(諫大夫)가 되었다가 남양태수로 전임되었는데, 상채를 다스릴 때와 똑같이 하였다.
소신신은 사람됨이 부지런하고 수단이 좋아, 백성들을 이롭게 하는 데에 관심이 많았다. 직접 밭두둑을 돌아다니며 농업을 장려하였고, 군 안의 샘과 하천을 살펴보아 물길을 튼 것이 수십 곳이었다. 개간에 힘써 해마다 농지가 늘어나 3만여 경(頃)이나 되었고, 백성들은 이득을 많이 취하여 넉넉히 살았다. 백성들의 농지에 물을 고르게 공급하기로 약조하고, 농지마다 표지석을 세워 분쟁을 예방하였다. 혼인할 때에 처가에 재물을 지나치게 보내는 것을 금지하고, 검약을 장려하였다. 군의 관리와 그 자제들이 유협을 일삼고 농업에 관심을 쏟지 않으니, 모두 법대로 다스렸다.
소신신의 교화로 수많은 백성들이 몰려들어 호구 수가 몇 배나 늘어났고, 도둑과 송사가 사라졌다. 형주자사가 이를 조정에 보고하니, 원제는 소신신에게 황금 40근을 하사하고 하남태수로 전임시켰다. 소신신은 으뜸으로 치적을 쌓아 여러 차례 포상을 받았다.
경녕 원년(기원전 33년)에 소부에 임명되었고, 2년 후 다른 관직으로 전임되었다. 늙어서도 관직에 몸을 담은 채 죽었다.
증손자 소순은 후한 때 광록훈을 지냈다.

## 출전
- 반고, 《한서》 권19하 백관공경표 下·권89 순리전
- 범엽, 《후한서》 권79하 유림열전 下

| 전임 오록충종 | 전한의 소부 기원전 33년 ~ 기원전 31년 | 후임 온순 |